# 全称量化
在谓词逻辑中，全称命题是对论域内所有成员的性质或关系的论断结果的陈述。在符号逻辑中，全称量词∀是用来指示全称量化的符号。
与它相对的，表示至少一个事物为真的量词为存在量词。

## 基础
要表达“2乘以所有自然数都等于该自然数和自己相加的和”，一种方式的是：
{\displaystyle 2\times 0=0+0}，且{\displaystyle 2\times 1=1+1}，且{\displaystyle 2\times 2=2+2}，且{\displaystyle 2\times 3=3+3}，以此类推。
因为使用了“且”一词，这看上去是逻辑合取。然而形式逻辑中的合取概念却不能表达出“以此类推”一词的含义。
因此将该命题改述为
对于任意自然数{\displaystyle n}，{\displaystyle 2\times n=n+n}。
这便是一个使用全称量化的单一命题。该命题比原命题更精确，因为“以此类推”一词想表示的是要包括所有的自然数、且除此之外不包括任何其它内容，但语言中并没有明确地陈述这点，这便是“以此类推”一词不能被形式地解释的根本原因。
这个新命题为真，因为任何自然数{\displaystyle n}都使命题{\displaystyle 2\times n=n+n}成立。反之，命题“对任何自然数{\displaystyle n}，都有{\displaystyle 2\times n>2+n}则为假，因为当{\displaystyle n}取1时，{\displaystyle 2\times 1>2+1}便不成立。尽管大多数自然数{\displaystyle n}都满足{\displaystyle 2\times n>2+n}，但存在至少一个反例足以举证全称命题为假。
然而，“对任何合数{\displaystyle n}，都有{\displaystyle 2\times n>2+n}”是真命题，因为所有的反例均不是合数。这说明了论域的重要性——确定变量{\displaystyle n}的取值范围。
限制存在量化的论域要使用逻辑条件。例如“对任何合数{\displaystyle n}，都有{\displaystyle 2\times n>2+n}”逻辑等价于“对任何自然数{\displaystyle n}，如果{\displaystyle n}为合数，则{\displaystyle 2\times n>2+n}”。这里“如果……则”的句子构造出了逻辑条件。
在符号逻辑中，使用全称量词“∀”（倒置的无衬线体字母“A”）来表示全称量化。所以如果{\displaystyle P(n)}是谓词“{\displaystyle 2\times n>2+n}”，而{\displaystyle \mathbb {N} }则是自然数集，那么有
{\displaystyle \forall {n}{\in }\mathbb {N} \,P(n)}
表示的是假命题“对任何自然数{\displaystyle n}，都有{\displaystyle 2\times n>2+n}”。
类似地，若命题{\displaystyle Q(n)}陈述的是“{\displaystyle n}为合数”，那么有
{\displaystyle \forall {n}{\in }\mathbb {N} \,Q(n)\;\!\;\!{\rightarrow }\;\!\;\!P(n)}
表示的是真命题“对任何合数{\displaystyle n}，都有{\displaystyle 2\times n>2+n}”。
圆括号也有时用来表示全称量化。
{\displaystyle (n{\in }\mathbb {N} )\,P(n)}

## 性质

### 否定
注意到一个量化的命题函数的结果是一个命题；因此像命题一样，量化的函数也可被否定。数学家和逻辑学家用来表示否定的符号是：{\displaystyle \lnot \ }。
举例来说，定义{\displaystyle P(x)}为命题函数“{\displaystyle x}已婚”；则对所有活人组成的论域{\displaystyle U}，考虑全称量化“对给定的任何活人{\displaystyle x}，此人都已婚”：
{\displaystyle \forall {x}{\in }\mathbf {X} \,P(x)}
显然，这个命题为假，于是我们可以切实地说：“并非都是这样的情况，即：对给定的任何活人{\displaystyle x}，此人都已婚”，或以符号记作：
{\displaystyle \lnot \ \forall {x}{\in }\mathbf {X} \,P(x)}.
花点时间来考虑，准确地说，对全称量词进行否定就意味：如果并非对论域中的每一个元素来说命题均为真的话，则必存在至少一个元素使命题为假。这就是说，对命题函数{\displaystyle P(x)}的否定是逻辑等价于“存在着某个没有结婚的活人{\displaystyle x}”的，或记作：
{\displaystyle \exists {x}{\in }\mathbf {X} \,\lnot \ P(x)}
一般地，则有，对一个命题函数的全称量化的否定是该命题函数的否定的一个存在量化；可用符号表示为：
{\displaystyle \lnot \ \forall {x}{\in }\mathbf {X} \,P(x)\equiv \ (\exists {x}{\in }\mathbf {X} \,\lnot \ P(x))}

### 推理规则
推理规则是指由假设到结论的过程中证明一个逻辑步骤成立的规则。有若干推理规则利用了全称量词。
普遍例证（Universal instantiation）推定出的结论是这样的：若已知命题函数普遍成立，则其必对论域中任何随意给出的元素均成立。将此符号化地表示为
{\displaystyle \forall {x}{\in }\mathbf {X} \,P(x)\to \ P(c)}
其中{\displaystyle c}是论域中可完全随意确定的某个元素。
普遍概括（Universal generalization）推定出的结论是这样的：若命题函数对论域中任何随意给出的元素均成立，则其普遍成立。以符号表示为：对某个可随意确定的c，
{\displaystyle P(c)\to \ \forall {x}{\in }\mathbf {X} \,P(x)}
特别重要的是必须注意到，{\displaystyle c}必须是完全随意确定的；否则便不能遵循该逻辑：若{\displaystyle c}不是随意确定的、而是论域中的一个特定元素，则{\displaystyle P(c)}仅说明蕴意着该命题函数的某个存在量化可成立。